# UTC−12
UTC−12:00 é um fuso horário onde o horário local de seus países usuários é contado a partir de menos doze horas do horário do Meridiano de Greenwich. Este é o fuso horário mais atrasado do mundo.
Longitude ao meio: 180º 00' 00" O

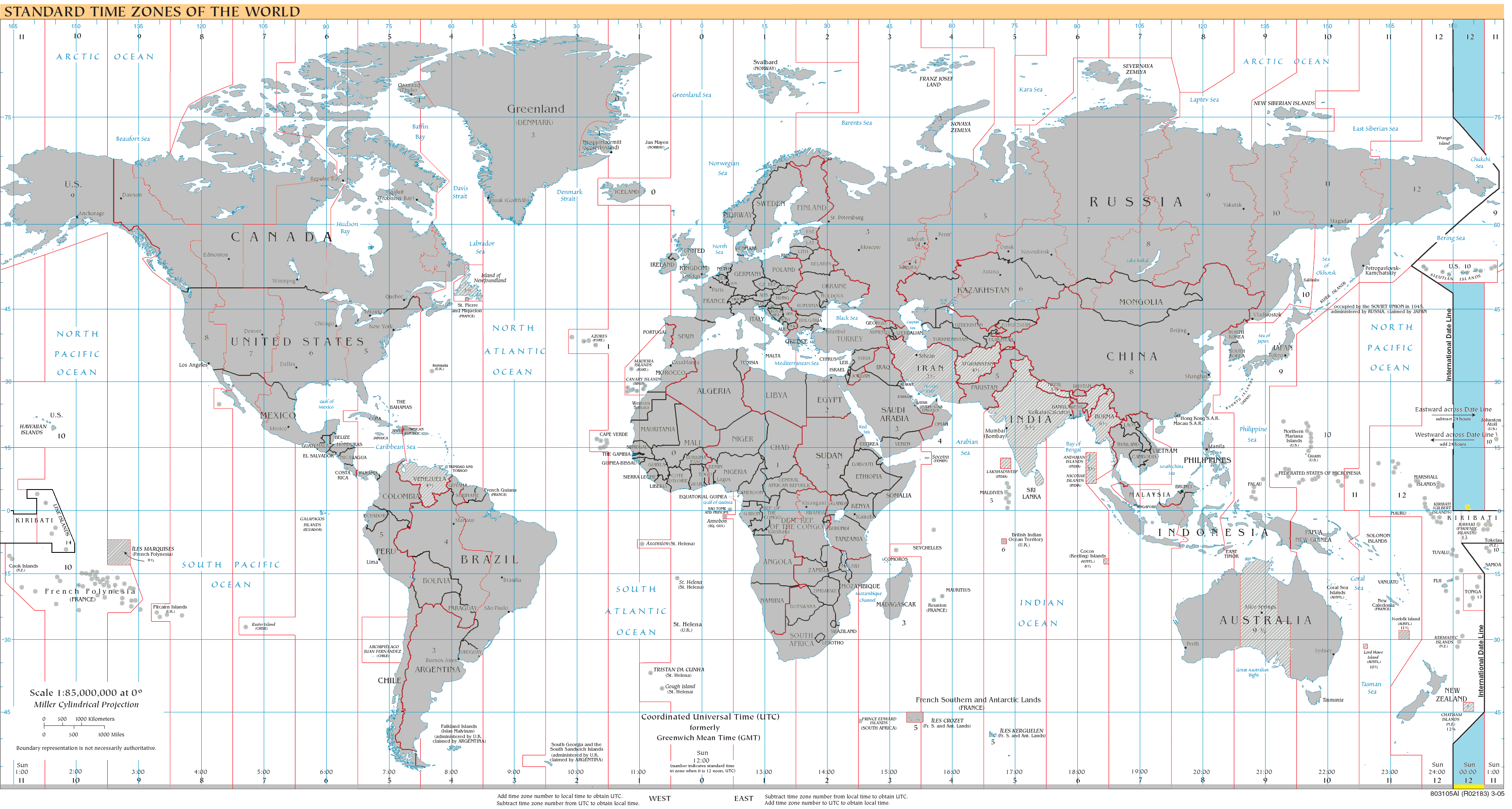
Mapa de 2008 contendo as variações de tempo de acordo com a longitude, com a UTC-12:00 em destaque.

Conhecido nos Estados Unidos como Horário de Baker e Howland, este fuso horário é usado apenas nas ilhas Baker e Howland (ambas dos Estados Unidos).
- Estados Unidos:
  - Ilhas Menores Distantes dos Estados Unidos:
    - Ilha Baker
    - Ilha Howland

## Características
Nenhum território habitado está dentro deste deslocamento de fuso horário, seja como horário padrão ou horário de verão; ele compreende apenas as Ilhas Menores Distantes dos Estados Unidos, especificamente a Ilha Baker e a Ilha Howland (reservas naturais estritas pertencentes aos Estados Unidos), como horário padrão.
Vários territórios habitados estão dentro dos limites longitudinais deste fuso horário. Sendo eles: Tonga, Wallis e Futuna e as Ilhas Chatham, bem como partes do Okrug Autônomo de Tchukotka da Rússia, o estado americano do Alasca, Fiji, Toquelau e Samoa. Porém, nenhum deles mantém a data e a hora UTC-12:00. Em vez disso, eles mantêm a hora e a data (ou apenas a data) de uma das zonas vizinhas, geralmente porque pertencem, politicamente, a um país que fica principalmente no fuso horário vizinho.
Como o fuso horário da Linha Internacional de Data Oeste (IDLW) representa o último lugar na Terra em que existe uma hora e data específicas, isso é conhecido como Em qualquer lugar da Terra (AoE). Um prazo especificado como "Em qualquer lugar da Terra" não passou se houver um lugar na Terra onde o prazo não passou, o que é equivalente à declaração de que o prazo não passou na zona UTC–12:00.
A IDLW também é usada em testes de software para código relacionado ao fuso horário que usa o fuso horário padrão do sistema, pois em alguns casos eles podem ser os mesmos do computador do desenvolvedor. Como a área da IDLW não tem programadores nem centros de dados, não há conflito.